# Геркулес (Мікеланджело)

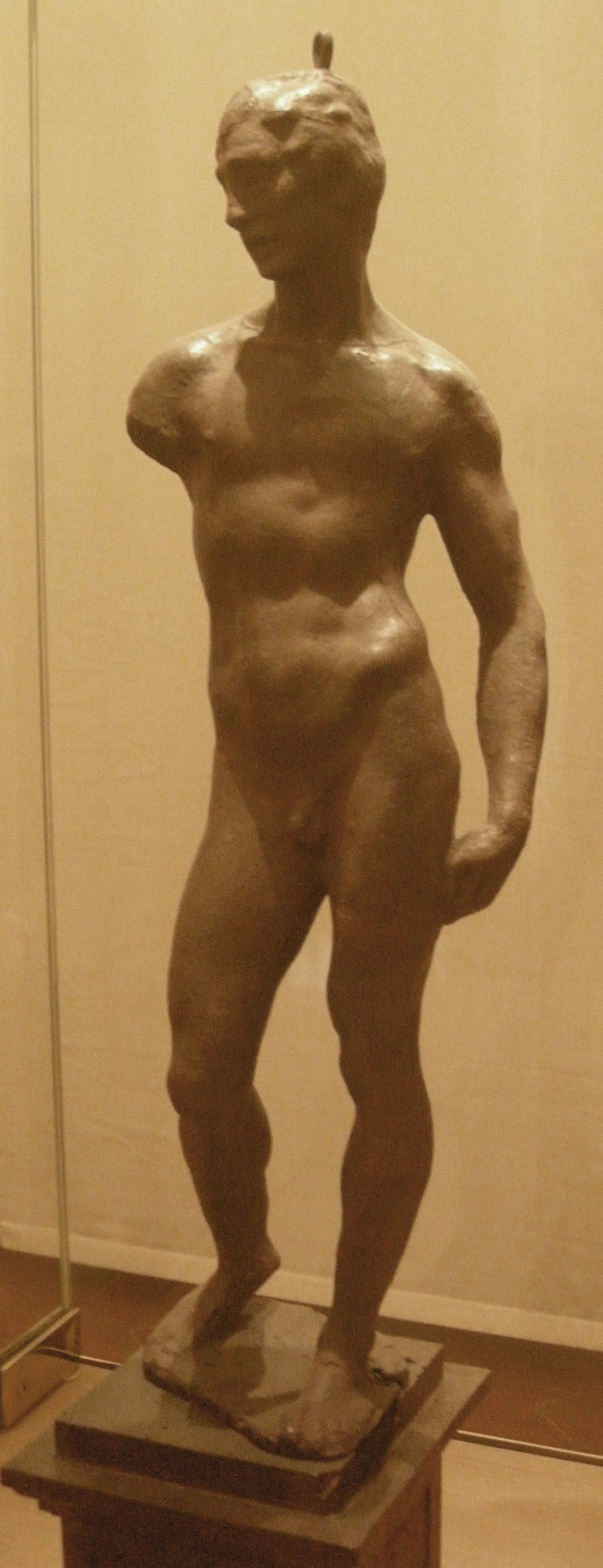
«Оголений чоловік», боццетто, бл. 1501 —1503

«Геркуле́с» (також відома інша її назва — «Тезе́й») (італ. Ercole) — втрачена мармурова скульптура італійським скульптором і художником Мікеланджело Буонарроті, створена ним бл. 1492 —1493 рр.

## Відомості про статую
Вазарі згадує, що Мікеланджело висік статую «Геркулеса» із мармуру після смерті Лоренцо Пишного. Він описує цю статую як «дивну річ».
Відомо, що статую купила родина Строцці, щоб встановити її у Палаццо Строцці у Флоренції (1506). Уже у 1529 році Філіппо Строцці продав її Джованні Баттисті делла Палла (італ. Giovanni Battista della Palla), а той відправив її як подарунок королю Франції Франциску I.
1594 року, за правління Генріха IV, «Геркулеса» було встановлено у садах Фонтенбло (фр. Jardin de l'Etang). З 1713 року, коли сади були зруйновані, про долю цієї роботи Мікеланджело нічого не відомо.

## Образ у мистецтві
Замальовка Рубенса «Юний Геркулес» (бл. 1600 —1640 рр.), зроблена за статуєю Мікеланджело.
Статуя «Геркулеса», «велетня, що грізно спирається на палицю», згадується у біографічному романі Карела Шульца «Камінь і біль».

## Для подальшого читання
(праці подано у хронологічному порядку)
- Charles De Tolnay. L'Hercule de Michel-Ange à Fontainebleau, Gazette des Beaux-arts, septembre 1964, pp. 125–140 (фр.)
- Liliane Châtelet-Lange. Michelangelos Herkules in Fontainebleau, München, Bruckmann, 1972 (нім.)
- Liliane Châtelet-Lange. Noch einmal zu Michelangelos Herkules, Pantheon, 35, 1977, S. 14 —17 (нім.)
- Paul Joannides. Michelangelo's Lost Hercules, The Burlington Magazine, 119, 1977, p. 550 —554 (англ.)
- Paul Joannides. A Supplement Michelangelo's Lost Hercules, The Burlington Magazine, 123, 1981, p. 20 —23 (англ.)